# Typhula capitata
Typhula capitata är en svampart som först beskrevs av Narcisse Theophile Patouillard, och fick sitt nu gällande namn av Berthier 1976. Typhula capitata ingår i släktet Typhula och familjen trådklubbor.   Inga underarter finns listade i Catalogue of Life.